# Дюваль, Франк
Франк Дюваль (нем. Frank Duval, настоящее имя Франк Уве Пац нем. Frank Uwe Patz; род. 22 ноября 1940, Берлин) — немецкий композитор, певец и аранжировщик.

## Биография
Композитор Франк Дюваль родился в 1940 году, в Берлине, Германия. Учился на актёра и танцора, но также осваивал вокальное мастерство вместе со своей сестрой Марией.
В шестидесятых Франк Дюваль начинает сочинять собственную музыку. В 1977 году состоялась его дебютная работа для немецкого телевизионного сериала «Tatort».
В семидесятых Франк Дюваль был загружен работой композитора, но все же находил в себе силы для сольного творчества, которое явилось миру на его дебютном альбоме «Die Schönsten Melodien Aus Derrick und der Alte», выпущенном в 1979 году лейблом «Teldec».
В течение восьмидесятых Франк Дюваль продолжал записываться для «Teldec», а также записал несколько звуковых дорожек для различных кинолент.
Франк Дюваль не единожды пребывал в немецких чартах с композициями «Ways» (1983), «Lovers Will Survive» (1986) и «When You Were Mine» (1987).

## Дискография
- 1979: Die Schönsten Melodien Aus Derrick Und Der Alte
- 1981: Angel of Mine
- 1982: Face to Face
- 1983: If I Could Fly Away
- 1983: Orphee
- 1984: Living Like A Cry
- 1985: Time For Lovers
- 1986: Bitte Laßt Die Blumen Leben
- 1987: When You Were Mine
- 1989: Touch My Soul
- 1989: Seine Größten Erfolge
- 1991: Solitude
- 1994: Vision
- 1995: Derrick Forever
- 1996: Time For Angels
- 2001: Spuren: Songs & Sounds (3CD)
- 2017: My Star
- 2021: Lonesome Fighter (CD & DVD)

## Сборники
- 1988: Greatest Hits (AMIGA)
- 1994: Best Of Frank Duval
- 2001: Golden Hits (1981—1994)
- 2012: Greatest Hits (2CD)